# Karin Kortje
Karin Kortje-Aspeling (Città del Capo, 12 agosto 1980) è una cantante sudafricana.

## Biografia
Nata a Città del Capo, Karin Kortje lavorava come operaia in una fabbrica che si occupava di imballaggio di mele nella cittadina di Grabouw quando nel 2005 si è presentata alle audizioni della terza edizione del talent show Idols South Africa presentando una cover di Never Never Never di Shirley Bassey. Accettata fra i finalisti, Karin Kortje è stata eletta vincitrice del programma il 27 novembre 2005 dopo avere ottenuto il 63% di oltre 10 milioni di televoti.
Dopo aver firmato un contratto discografico con la Sony BMG, Karin Kortje ha pubblicato il suo singolo di debutto I'm So Ready nel dicembre del 2005. L'anno successivo è uscito l'album Forever and a Day, che ha venduto oltre 20 000 copie a livello nazionale, venendo certificato disco d'oro dalla Recording Industry of South Africa.
Dopo un periodo di pausa dai riflettori, la cantante è tornata alla ribalta nel 2009 pubblicando musica indipendentemente. È inoltre andata in tournée in Australia, e in madrepatria ha recitato in vari musical, fra cui This Is My Life nel 2011. Ha inoltre fondato un'associazione di beneficenza a suo nome che lavora con i giovani delle zone rurali dell'Overberg.

## Discografia

### Album in studio
- 2006 – Forever and a Day

### Singoli
- 2005 – I'm So Ready
- 2006 – Forever and a Day
- 2006 – Never Never Never
- 2006 – If I Can't Have You
- 2009 – Love in the First Degree
- 2009 – Hark! The Herald Angels Sing
- 2011 – Discovering
- 2018 – Liefde en leed in arendsvlei